# 锡特斯多夫
锡特斯多夫是奥地利克恩顿州弗尔克马克特县的一个市镇。总面积44.97平方公里，总人口2082人，人口密度46.3人/平方公里（2005年）。